# Lexnitz
Lexnitz ist eine  Ortschaft und eine Katastralgemeinde der Marktgemeinde Dobersberg im Bezirk Waidhofen an der Thaya im niederösterreichischen Waldviertel mit 55 Einwohnern (Stand 1. Jänner 2024).

## Geografie
Das nördlich von Dobersberg gelegene, großzügig angelegte und dennoch recht kleine Dorf ist über die Landesstraße L67 erreichbar, von der die L8160 in den Ort abzweigt. Im Norden fließt der von Rudolz kommende Lexnitzbach vorüber und mündet danach von links in die Thaya. Am 1. April 2020 umfasste die Ortschaft 32 Adressen.

## Geschichte
Der im "prima fundatio", dem Zehentbuche des Klosters St. Georgen 1112 als Lechsniz genannte Ort gehörte damals zum Zehentamt Göpfritzschlag. In den Hussitenkriegen wurde Lexnitz um 1425 weitgehend zerstört und danach wieder errichtet. Die Einwohner waren mittelmäßig bestiftete Landbauern und Kleinhäusler, die Ackerbau betrieben und etwas Viehwirtschaft hatten, vermerkte Schweickhardt im 19. Jahrhundert. Weiters wurden im herrschaftlichen Meierhof rund 400 Schafe gehalten.
Im Jahr 1822 wurde der Ort als Dorf mit elf Häusern genannt, das nach Dobersberg eingepfarrt war, wohin auch die Kinder eingeschult wurden. Die Herrschaft Dobersberg besaß die Ortsobrigkeit, übte die Landgerichtsbarkeit aus, besorgte die Konskription und hatte die Grundherrschaft inne.
Laut Adressbuch von Österreich waren im Jahr 1938 in Lexnitz ein Trafikant und einige Landwirte ansässig.